# Ryczałt od przychodów ewidencjonowanych
Ryczałt od przychodów ewidencjonowanych – stanowi uproszczoną formą opodatkowania działalności gospodarczej w Polsce, w której podstawą opodatkowania jest przychód (bez uwzględniania kosztów jego osiągnięcia).
Ta forma opodatkowania może być niekorzystna dla przedsiębiorców, którzy ponoszą wysokie koszty związane z prowadzoną działalnością ze względu na brak możliwości ich rozliczenia.
Ryczałt od przychodów ewidencjonowanych mogą stosować przedsiębiorcy, którzy w poprzednim roku nie przekroczyli limitu przychodów wynoszącego równowartość w złotych 2 mln euro. Limit ten dotyczy również sumy przychodów wszystkich wspólników w spółce cywilnej lub jawnej.
Niektóre rodzaje działalności zostały wyłączone z możliwości opodatkowania ryczałtem:
- prowadzenie apteki,
- kupno i sprzedaż wartości dewizowych,
- wytwarzanie wyrobów opodatkowanych podatkiem akcyzowym – z wyjątkiem wytwarzania energii elektrycznej z odnawialnych źródeł energii.

Stawki ryczałtu od przychodów ewidencjonowanych wynoszą od 2% do 17% w zależności od rodzaju wykonywanej działalności.
Przedsiębiorcy są zobowiązania do prowadzenia uproszczonej księgowości (ewidencji przychodów).